# La Marsa
La Marsa (arabisch المرسى, DMG al-Marsā ‚der Hafen‘) ist eine Stadt im Nordosten Tunesiens, etwa 18 Kilometer nordöstlich von Tunis an der Mittelmeerküste gelegen. Die Stadt hat rund 36.000 Einwohner, in der umliegenden gleichnamigen Delegation wohnen etwa 78.000 Menschen.

## Geographie und Gesellschaft
La Marsa liegt am Golf von Tunis. Nördlich befindet sich Gammarth, im Süden, Richtung Tunis, der bei internationalen Touristen beliebte Ort Sidi Bou Saïd. Von Vielen in der Region wird jedoch La Marsa als der schönste der nördlichen Vororte der Hauptstadt betrachtet. Er hat sein Image als wohlhabende Vorstadt bewahrt und bleibt ein beliebter Erholungsort bei der lokalen Bevölkerung. Berühmt ist das historische Café Saf Saf.
Der Massentourismus prägt die Stadt kaum, hingegen befinden sich hier zahlreiche Botschaften und Botschafterresidenzen. Der Sandstrand lockt vor allem tunesische Tagestouristen an, es gibt aber auch einige Hotels. Die offizielle Wohnresidenz des französischen Botschafters ist die Anlage mit dem Namen Dar al-Kamila. Auch Großbritannien unterhält in La Marsa ein Botschafterdomizil. In La Marsa befindet sich zudem zum Beispiel die Botschaft Spaniens. Zeitweise gab es eine jüdische Gemeinde.

## Geschichte
Der Name geht auf das phönizische Wort „Marsa“ für Hafen zurück. Nach der Ankunft des Islam wurde in La Marsa ein Ribat errichtet, Sidi Abdelaziz zum Schutzpatron des Ortes. Die Monarchen der Régence de Tunis bis zu den Husainiden hatten in La Marsa ihre Sommerresidenzen, was dem Ort den Namen „Garten des Königs von Tunis“ einbrachte. Im 19. Jahrhundert entstand am Strand das Meerbad des Beys, das Koubet El Haoua, ein auf einer Tragekonstruktion ins Meer gebautes Gebäude, das der königlichen Familie ungestörtes Baden fernab der Blicke des Volkes ermöglichte.
Nachdem das Land durch eine klägliche Sozial- und Wirtschaftspolitik in die Schuldenfalle geraten war und so 1881 im Vertrag von Bardo seine Unabhängigkeit einbüsste, anerkannte der neue proforma im Amt bestätigte Bey Ali Muddad, alias Ali III. Bey (Amtszeit 1882–1902), im Vertrag von Marsa („Convention de La Marsa“) 1882/1883 formell das Protektorat Frankreichs über Tunesien.
Im Französischen Militärfriedhof La Marsa-Gammarth sind über 4000 Gefallene beerdigt. Rund 1200 starben in der Schlacht um Tunesien im Zweiten Weltkrieg, die weiteren Toten sind europäische Pied-noirs unterschiedlicher Herkunft, die im Ersten Weltkrieg getötet wurden. Es sind aber auch Angehörige der kolonialen Hilfstruppen der Tirailleurs sénégalais und der Truppenverbände aus Tonkin und Annam auf dem Gelände beerdigt.

## Verkehr
Die Bahnlinie TGM (Tunis–Goulette–Marsa), die mit Halt in La Goulette via einen Damm über den See von Tunis verkehrt, verbindet den Ort mit der Hauptstadt. Sammeltaxis verkehren zwischen La Marsa und Tunis.

## Sport
2023 fand das Tennisturnier La Marsa Open statt. 

## Söhne und Töchter der Stadt
- Moez Echargui (* 1993), Tennisspieler
- Aziz Dougaz (* 1997), Tennisspieler